# 熊斌
熊 斌（ゆう ひん、繁体字: 熊斌; 拼音: Xióng Bīn; ウェード式: Hsiung Pin）は、中華民国（台湾）の軍人・政治家。馮玉祥側近として国民軍で要職に就き、後に国民革命軍に合流した。また、塘沽協定締結の際の中国側首席代表としても知られる。字は哲明・哲民。湖北省徳安府応山県礼山の出身。

## 事績

### 国民軍での昇進
1909年（宣統元年）、広西農業中学に入学したが、まもなく広西陸軍混成協幹部学校に転入した。1910年（宣統2年）、東三省陸軍講武堂第4期歩兵科に進学し、1911年（宣統3年）7月に卒業している。卒業直後に勃発した武昌起義（辛亥革命）には革命派として参戦し、同年12月に湖北軍北伐第1軍参謀に任命された。中華民国が成立した後の1912年（民国元年）4月、北京政府参謀本部参謀となる。1914年（民国3年）に陸軍大学第4期生として入学し、1916年（民国5年）12月に卒業した。
1922年（民国11年）、熊斌は河南督軍馮玉祥の配下となり、督軍公署上校顧問兼軍官戦術研究会主任顧問となった。1923年（民国12年）1月、馮玉祥が陸軍検閲使に転じると熊斌もその顧問に任ぜられている。5月には南宛高級軍官教導団教育長も兼任した。1924年（民国13年）9月、陸軍第11師参謀長に昇進し、10月の北京政変（首都革命）にも参与する。国民軍が結成されると第1軍参謀長兼鎮威上将軍公署顧問となった。1925年（民国14年）1月、国民軍訓練副監兼軍官教導団団長となり、同年5月には西北辺防督弁公署参議となる。7月、陸軍少将位を授与され、12月には北京政府陸軍次長に就任した。1926年（民国15年）3月、陸軍中将に昇進し、5月には西北辺防督弁公署総参議に昇格した。その後、五原誓師を経て、国民聯軍総司令部参賛となる。

### 塘沽協定、日中戦争

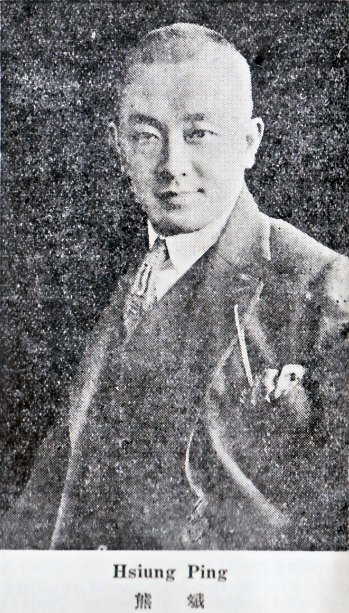
熊斌別影
Who's Who in China 4th ed. (1931)

1927年（民国16年）、馮玉祥が国民革命軍に正式に加入し第2集団軍に改組されると、熊斌は第2集団軍総参議に任ぜられた。同年8月、国民革命軍総部上将高級参謀に転じ、12月には湖北省政府委員も兼ねている。1928年（民国17年）2月、国民政府軍事委員会委員となり、3月には東北特別委員会委員も兼ねた。11月には軍政部航空署署長に起用され、1929年（民国18年）4月には中国航空公司副理事長にも就任している。1930年（民国19年）の中原大戦では馮玉祥に従って反蔣介石派として参戦し、前敵総司令部参謀長を務めた。しかし中原大戦は反蔣介石派の敗北に終わり、熊斌も下野した。
1931年（民国20年）2月、熊斌は国民政府文官処参事として復帰し、5月には国民政府参軍に転じた。1932年（民国21年）9月、参謀本部総務庁庁長に移り、1933年（民国22年）には参謀本部第2庁庁長も兼任している。以後、華北での対日折衝事務に参画し、同年5月の塘沽協定締結に際しては、軍事委員会北平分会総参議として中国側首席代表を務めたが（日本側の代表は関東軍参謀副長の岡村寧次）、事実上は分会会長何応欽の意を受けての任務であった。1935年（民国24年）4月、熊斌は参謀本部次長に就任し、1936年（民国25年）1月には陸軍中将銜を授与されている。
日中戦争（抗日戦争）が勃発した1937年（民国26年）7月、熊斌は第3戦区参謀長に任命された。1938年（民国27年）2月、軍令部次長に転じている。1939年（民国28年）6月、軍事委員会軍事新聞局局長に任命され、12月には軍事委員会弁公庁主任代理を兼任した。1940年（民国29年）5月、軍事委員会西安弁公庁副主任となり、8月には主任代理を務める。1941年（民国30年）6月、陝西省政府主席に就任し、同省軍管区司令・防空司令・保安司令なども兼任した。1944年（民国33年）3月、軍令部次長に復任している。1945年（民国34年）5月、中国国民党第6期中央監察委員候補に選出された。

### 晩年
日中戦争終結直後、熊斌は北平市長に任命され、華北の親日傀儡政権の部隊接収に従事している。1946年（民国35年）10月まで市長職にあった。その後は制憲国民大会代表に選出され、1948年（民国37年）12月、総統府戦略顧問委員会委員に任ぜられている。また、国民党では中央監察委員に昇格した。国共内戦での国民党敗北に伴い、熊斌は台湾に逃れ、1952年（民国41年）10月に退役している。1957年（民国46年）2月、中華民国中央銀行顧問に任命された。1964年（民国53年）11月30日、台北市にて病没。享年71（満70歳）。

## 著作
- 『六十年自述』
- 『三十回憶』
- 『暮年回憶』

いずれも回顧録。